# Mudu
Mudu (kinesiska: 木渎镇) är en köpinghuvudort i Kina. Den ligger i provinsen Jiangsu, i den östra delen av landet, omkring 190 kilometer sydost om provinshuvudstaden Nanjing. Antalet invånare är 234 810. Befolkningen består av 112 864 kvinnor och 121 946 män. Barn under 15 år utgör 7,0 %, vuxna 15-64 år 87 %, och äldre över 65 år 4,0 %.
Runt Mudu är det tätbefolkat, med 849 invånare per kvadratkilometer. Närmaste större samhälle är Suzhou, 9,0 km nordost om Mudu. Trakten runt Mudu är ofruktbar med lite eller ingen växtlighet.
Genomsnittlig årsnederbörd är 1 661 millimeter. Den regnigaste månaden är juni, med i genomsnitt 221 mm nederbörd, och den torraste är december, med 59 mm nederbörd.